# Jack Reed
John Francis "Jack" Reed (Cranston (Rhode Island), 12 november 1949) is een Amerikaans politicus. Hij is een Democratisch senator voor de staat Rhode Island.
Reed heeft zijn hele leven in Rhode Island gewoond. Hij studeerde af aan La Salle Academy en studeerde daarna aan de United States Military Academy in West Point, waar hij een bachelor behaalde. Daarna studeerde hij aan de John F. Kennedy School of Government aan de Harvard-universiteit, waar hij master behaalde in Public Policy. Daarna voegde hij zich bij de 82e Airborne Divisie, waar hij diende als army ranger en parachutist.
Reed trad in 1979 uit het leger, en na zijn studie(s) te hebben afgerond, kwam hij te werken bij een advocatenkantoor in Washington D.C.. Reed kwam in 1984 in de senaat van Rhode Island. In 1990 werd hij gekozen in het Huis van Afgevaardigden. Daar hield hij zich vooral bezig met de gezondheidszorg en de kwaliteit van het onderwijs. In 1996 werd Reed gekozen in de senaat, en in werd hij 2002 herkozen.
Reed is altijd een voorstander geweest van preventieve gezondheidszorg. Daarom heeft hij ook de Democratische lijn gevolgd die meestal uitbreiding van Medicare steunt om onverzekerden te helpen. Reed is ook een voorstander van homorechten. Hij is pro-choice als het gaat om abortus en is voorstander van het recht op vlagverbranding. In de Senaat heeft hij zich hard gemaakt voor plannen die ervoor zorgen dat Amerika minder afhankelijk wordt van aardolie en meer onderzoek doet naar alternatieve energie.
In de Senaat heeft Reed bijna altijd tegen voorstellen gestemd die het wapenbezit beperken. Ook was hij een van de 23 senatoren die tegen de Irakoorlog was. In de Senaat heeft Reed zich, meer dan andere senatoren, hard gemaakt voor de belangen van oorlogsveteranen.
In 2005 trouwde hij met Julia Hart. Inmiddels hebben zij één dochter.
Alabama: Tuberville (R) · Britt (R)
Alaska: Murkowski (R) · Sullivan (R)
Arizona: Kelly (D) · Gallego (D)
Arkansas: Boozman (R) · Cotton (R)
Californië: Padilla (D) · Schiff (D)
Colorado: Bennet (D) · Hickenlooper (D)
Connecticut: Blumenthal (D) · Murphy (D)
Delaware: Coons (D) · Blunt Rochester (D)
Florida: R. Scott (R) · Moody (R)
Georgia: Ossoff (D) · Warnock (D)
Hawaï: Schatz (D) · Hirono (D)
Idaho: Crapo (R) · Risch (R)
Illinois: Durbin (D) · Duckworth (D)
Indiana: Young (R) · Banks (R)
Iowa: Grassley (R) · Ernst (R)
Kansas: Moran (R) · Marshall (R)
Kentucky: McConnell (R) · Paul (R)
Louisiana: Cassidy (R) · Kennedy (R)
Maine: Collins (R) · King (O)
Maryland: Van Hollen (D) · Alsobrooks (D)
Massachusetts: Warren (D) · Markey (D)
Michigan: Peters (D) · Slotkin (D)
Minnesota: Klobuchar (D) · Smith (D)
Mississippi: Wicker (R) · Hyde-Smith (R)
Missouri: Hawley (R) · Schmitt (R)
Montana: Daines (R) · Sheehy (R)
Nebraska: Fischer (R) · Ricketts (R)
Nevada: Cortez Masto (D) · Rosen (D)
New Hampshire: Shaheen (D) · Hassan (D)
New Jersey: Booker (D) · Kim (D)
New Mexico: Heinrich (D) · Luján (D)
New York: Schumer (D) · Gillibrand (D)
North Carolina: Tillis (R) · Budd (R)
North Dakota: Hoeven (R) · Cramer (R)
Ohio: Moreno (R) · Husted (R)
Oklahoma: Lankford (R) · Mullin (R)
Oregon: Wyden (D) · Merkley (D)
Pennsylvania: Fetterman (D) · McCormick (R)
Rhode Island: Reed (D) · Whitehouse (D)
South Carolina: Graham (R) · T. Scott (R)
South Dakota: Thune (R) · Rounds (R)
Tennessee: Blackburn (R) · Hagerty (R)
Texas: Cornyn (R) · Cruz (R)
Utah: Lee (R) · Curtis (R)
Vermont: Sanders (O) · Welch (D)
Virginia: Warner (D) · Kaine (D)
Washington: Murray (D) · Cantwell (D)
West Virginia: Moore Capito (R) · Justice (R)
Wisconsin: Johnson (R) · Baldwin (D)
Wyoming: Barrasso (R) · Lummis (R)
(D): Democraat · (R): Republikein · (O): Onafhankelijk
- Library of Congress Control Number: no97046574
- Nationale Bibliotheek van Israël: 987007384582605171
- SNAC: w66b05zr
- Biographical Directory of the United States Congress: R000122
- Virtual International Authority File: 11912297
- WorldCat: E39PBJjHjT79hrgd6fCQY9FxjC